# Bromure de baryum
Le dibromure de baryum est un composé cristallin composé de deux ions bromure et d'un ion baryum.
Le produit est incolore et soluble dans l'eau et l'alcool.
Il s'agit d'un produit utilisé en photographie.

## Solubilité aqueuse

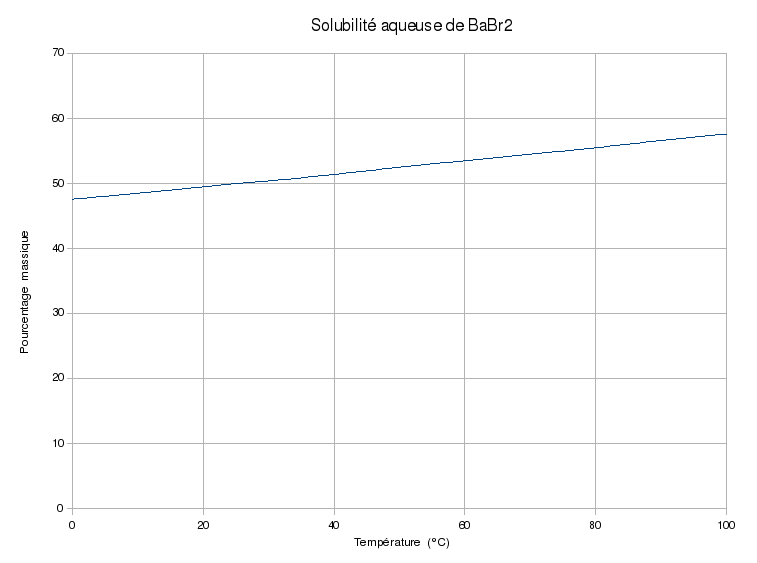
Solubilité aqueuse